# Viagens (álbum)
Viagens é o álbum de estreia de Pedro Abrunhosa e Bandemónio. A produção foi de Mário Barreiros, Pedro Abrunhosa e Quico Serrano. O disco conta com a participação do conhecido saxofonista de James Brown, Maceo Parker.
Atingiu a marca de tripla platina com vendas superiores a 240.000 unidades. Seria um dos discos mais vendidos do ano e levou Pedro Abrunhosa e os Bandemónio em digressão por todo o país.
Em 2009 foi considerado, pela revista Blitz, o melhor álbum dos anos noventa da música portuguesa.
Foi reeditado no ano de 2014. "Viagens 20 Anos" é acompanhado por um DVD com um documentário de 70 minutos com entrevistas a pessoas que acompanharam de perto a criação do disco, recuperando imagens de arquivo. O CD inclui o álbum e como extras o tema "Talvez Foder" e três remisturas do EP "F" de 1995.
Em 2024, "Viagens" é eleito o Melhor Disco da Música Portuguesa dos últimos 40 anos. A eleição esteve a cargo de um júri composto por 170 personalidades ligadas ao meio da música, com vista à escolha dos 40 melhores discos publicados entre 1984, ano da fundação da BLITZ, e o final de 2024, à frente de “O Monstro Precisa de Amigos”, dos Ornatos Violeta (2º), “Circo de Feras”, dos Xutos & Pontapés (3º), “Dar & Receber”, de António Variações (4º), e “Psicopátria”, dos GNR (5º).

## Produção
Abrunhosa começou a criar as canções de Viagens como parte dos Pedro Abrunhosa e a Máquina do Som, coletivo que derivara da Cool Jazz Orchestra, que por sua vez herdara parte da sua formação da Orquestra de Jazz do Porto, que Abrunhosa fundou e dirigiu. O grupo tocava temas originais, orbitando as sonoridades funk, soul e R&B.
Contrabaixista de formação, Abrunhosa não se sentiu imediatamente compelido a interpretar as suas canções, ainda que reconhecesse que vocalistas de funk ou rock primavam, em parte, por não serem cantores exímios. Foi Mário Barreiros, seu amigo de infância e baterista da Máquina do Som, quem acabou por dar o empurrão extra de encorajamento que Abrunhosa precisava para assumir o papel de vocalista.
As canções foram sendo melhoradas ao longo de vários anos, durante as digressões de estrada que a banda fazia por Portugal. Quando a demo ficou pronta, foi entregue a quase todas as editoras da altura, mas acabou recusada. Só a Polygram acabou por abrir as portas ao músico, graças à intervenção de Carlos Maria Trindade.

## Faixas
1. Não Posso Mais
2. Não Tenho Mão Em Mim
3. Lua
4. É Preciso Ter Calma
5. Socorro
6. Estrada
7. Fantasia
8. Viagens
9. Mais Perto Do Céu
10. Tudo O Que Eu Te Dou

- Letra e música por Pedro Abrunhosa excepto em: "Estrada" (letra de Regina Guimarães) e "Não Tenho Mão Em Mim" e "Fantasia" (ambas com letra de Paulo Abrunhosa).